# Guy Bono
Pour les articles homonymes, voir Bono (homonymie).
 (mars 2018).
Si vous disposez d'ouvrages ou d'articles de référence ou si vous connaissez des sites web de qualité traitant du thème abordé ici, merci de compléter l'article en donnant les références utiles à sa vérifiabilité et en les liant à la section « Notes et références ».
Guy Bono est un homme politique français né le 30 avril 1953 à Béja en Tunisie française, membre du Parti socialiste.

## Biographie
Arrivé en 1956 à l'âge de trois ans à Montpellier, il grandit dans cette ville où il fait une grande partie de ses études. Il est titulaire d'un master Économie-Gestion. Marié à une enseignante, il est père de deux enfants. 
Il est adhérent au Parti socialiste depuis 1977 et membre du Conseil national depuis 2000. Il a été Premier Secrétaire de la Fédération socialiste des Bouches-du-Rhône de 1999 à 2004, ainsi que Secrétaire National adjoint. Il est également membre du Parti socialiste européen.  
Directeur de l'Office départemental de la culture du département des Bouches-du-Rhône, puis Directeur des affaires culturelles du syndicat intercommunal de la ville nouvelle de Fos-sur-Mer-Istres-Miramas, et enfin Secrétaire Général du conseil départemental de concertation du Conseil général des Bouches-du-Rhône, il décide en 2004 de se consacrer entièrement à la politique.

### Mandats politiques
Il a été maire-adjoint de Saint-Martin-de-Crau durant 21 ans, de 1983 jusqu’à son élection au Parlement européen en juin 2004.
Depuis 2004, il est conseiller régional, vice-président du conseil régional Provence-Alpes-Côte d'Azur chargé des affaires internationales et de l’Europe. Il est également membre de la Commission Permanente et 2e vice-président de la Commission emploi et services publics.
Le 13 juin 2004, il a été élu député européen dans la circonscription Sud-Est. Au Parlement européen, il siège au sein de la Commission culture, éducation, médias et sport et est membre de la commission parlementaire UE-Mexique. Il n'est pas éligible pour les élections de juin 2009.
En juin 2005, il fait campagne pour le "oui" au référendum du 29 mai.
Il est l'auteur d'un ouvrage s'intitulant "L'avenir du football européen en question" préfacé par Michel Platini dans lequel Guy Bono expose l'ensemble des dérives actuelles qui affectent le sport le plus populaire d'Europe: violence, racisme, dopage, corruption, blanchiment d'argent, endettement des clubs, traite des jeunes joueurs, etc. Il considère que ces problèmes transcendent les dimensions nationales et appellent en conséquence des solutions européennes. À cet égard, il préconise "la création d'un organe indépendant de contrôle des finances des grands clubs doublée par la mise en place d'un statut juridique européen des sociétés sportives".
Il a rédigé plusieurs rapports dans lesquels il a notamment proposé d'étendre le programme Erasmus aux apprentis. Il est aussi à l'origine du rapport sur "les industries culturelles en Europe" dans lequel il s'oppose avec force à la criminalisation des consommateurs et par conséquent à la coupure de l'accès à internet proposé par certains États.
Selon, l'eurodéputé "la coupure de l'abonnement Internet constitue une sanction aux effets puissants qui pourrait avoir des répercussions graves dans une société où Internet est un droit impératif pour l'inclusion sociale". 
Il est à l'origine de l'amendement 138adopté, à une large majorité par le Parlement européen, dans le cadre du Paquet Télécom.
Par cet amendement, Guy Bono manifeste son attachement aux libertés fondamentales des internautes qui ne peuvent être restreintes sans une décision préalable de l'autorité judiciaire.
Ainsi, Guy Bono est reconnu, en France, comme le premier opposant au projet de loi Hadopi défendu par la ministre de la culture de l'époque, Christine Albanel.
En 2008, il est candidat à la mairie de Saint-Martin-de-Crau, qu'il ne remportera pas et fera un score de 29,72 % . Conseiller municipal, il intervient en faveur des salariés d'Arcelor Mital de Fos dont de nombreux salariés habitent à Saint-Martin, mais agit également pour la filière ovine et les producteurs de lavande.[réf. nécessaire]
Il n'est plus député européen depuis le 13 juillet 2009.
Il a été entre 2009 et juin 2012 le représentant permanent de la Région Limousin au sein de l'Antenne Interrégionale Auvergne-Centre-Limousin représentant ces 3 régions à Bruxelles.
Il est, depuis le gouvernement « Ayrault 1 », chef de cabinet du Ministre délégué auprès du ministre de la défense, chargé des anciens combattants, Kader Arif. 
Il s'est déclaré candidat pour les élections municipales se déroulant en 2014 afin de devenir le prochain maire de Saint Martin de Crau (13310). À cet effet, il conduira une liste socialiste / VERT, le PS lui ayant accordé l'investiture pour ces élections. Il perd une nouvelle fois les élections face à Claude Vulpian, et recueille encore moins de voix qu'en 2008.

## Rapports
- Les industries culturelles en Europe (rapporteur)
- L'éducation, pierre angulaire du processus de Lisbonne (rapporteur)
- Proposition de décision du Parlement européen et du Conseil établissant le programme Culture 2007 (corapporteur)
- Les nouveaux défis du cirque, partie intégrante de la culture de l'Europe (corapporteur)
- Livre blanc sur la politique de communication de l'Union européenne (corapporteur)
- L'avenir du football professionnel en Europe (corapporteur)
- Droits fondamentaux et citoyenneté 2007-2013 (Rapporteur pour avis)
- Mise en œuvre du programme communautaire de Lisbonne : davantage de recherche et d'innovation, investir pour la croissance et l'emploi et recherche et innovation - investir pour la croissance et l'emploi (Rapporteur pour avis)

## Publications
- L'avenir du football européen en question Golden Goal, espaces et temps du sport, édition L'Harmattan